# Ernst Trommsdorff
Ernst Trommsdorff (* 30. April 1905 in Berlin-Charlottenburg; † 1996 in Essen) war ein deutscher Chemiker, der vor allem als Namensgeber des Trommsdorff-Effektes bekannt ist.

## Leben
Er studierte an der TH Hannover und der Universität Freiburg Chemie und promovierte 1932 über Polyacrylsäure als ein Modell des Eiweißes bei dem späteren Nobelpreisträger Hermann Staudinger.
1933 trat er als Chemiker in die Firma Röhm & Haas AG ein. 1939 wurde er dort Forschungsleiter, 1954 stellvertretender und 1959 ordentlicher Geschäftsführer der Firma.
Zu seinen Arbeitsgebieten gehörten die Suspensions-, Emulsions- und Blockpolymerisation, speziell der Acrylsäure und deren Ester (Plexiglas).

## Werke
- Ernst Trommsdorff: Dr. Otto Röhm, Chemiker und Unternehmer. Econ, Düsseldorf 1976, ISBN 3-430-19130-0.